# Haywardina difficilis
Haywardina difficilis är en fjärilsart som beskrevs av Forster 1964. Haywardina difficilis ingår i släktet Haywardina och familjen praktfjärilar. Inga underarter finns listade i Catalogue of Life.